# Comando Sul dos Estados Unidos

Neste mapa, a Área De Responsabilidade do SOUTHCOM é mostrada em letras verdes

O Comando Sul dos Estados Unidos (USSOUTHCOM), localizado em Doral, Flórida na Grande Miami, é um dos onze Unified Combatant Commands (CCMDs) no Departamento de Defesa dos Estados Unidos. E é responsável por providenciar planejamento de contingência, operações, e cooperação de segurança para América Central e do Sul, o Caribe (exceto commonwealths, territórios, e possessões dos EUA), suas águas territoriais, e para a proteção de força de recursos militares dos EUA nessas localizações. USSOUTHCOM é também responsável por assegurar a defesa do Canal do Panamá e a área do canal. Como explicado abaixo, USSOUTHCOM tem estado sob escrutínio devido a várias controvérsias de direitos humanos e direito da lei em quais tem estado envolvido por quase uma década. 
Sob a liderança de um Comandante quatro estrelas, USSOUTHCOM é organizado para um quartel-general com seis principais diretorados, comandos componentes e grupos militares que representam SOUTHCOM na região. USSOUTHCOM é um comando conjunto de mais que 1,201 em pessoal militar e civil representando o Exército, Marinha, Força Aérea, Corpo de Fuzileiros, Guarda Costeira dos Estados Unidos, e várias outras agências federais. Civis trabalhando no USSOUTHCOM são, para a maior parte, empregados civis do Exército, como o Exército é o Agente de Apoio de Comando de Combate do USSOUTHCOM. Os Serviços providenciam USSOUTHCOM com comandos componentes quais, junto com seu componente de Operações Especiais Conjuntas, duas Forças Tarefas Conjuntas, uma Força Tarefa Conjunta de Interagência, e Escritórios de Cooperação de Segurança, performam missões da USSOUTHCOM e atividades de cooperação de segurança. USSOUTHCOM exerce sua autoridade através dos comandos de seus componentes, Forças Tarefas Conjuntas/Força Tarefa Conjunta de Interagência, e Organizações de Cooperação de Segurança.

## Área de interesse

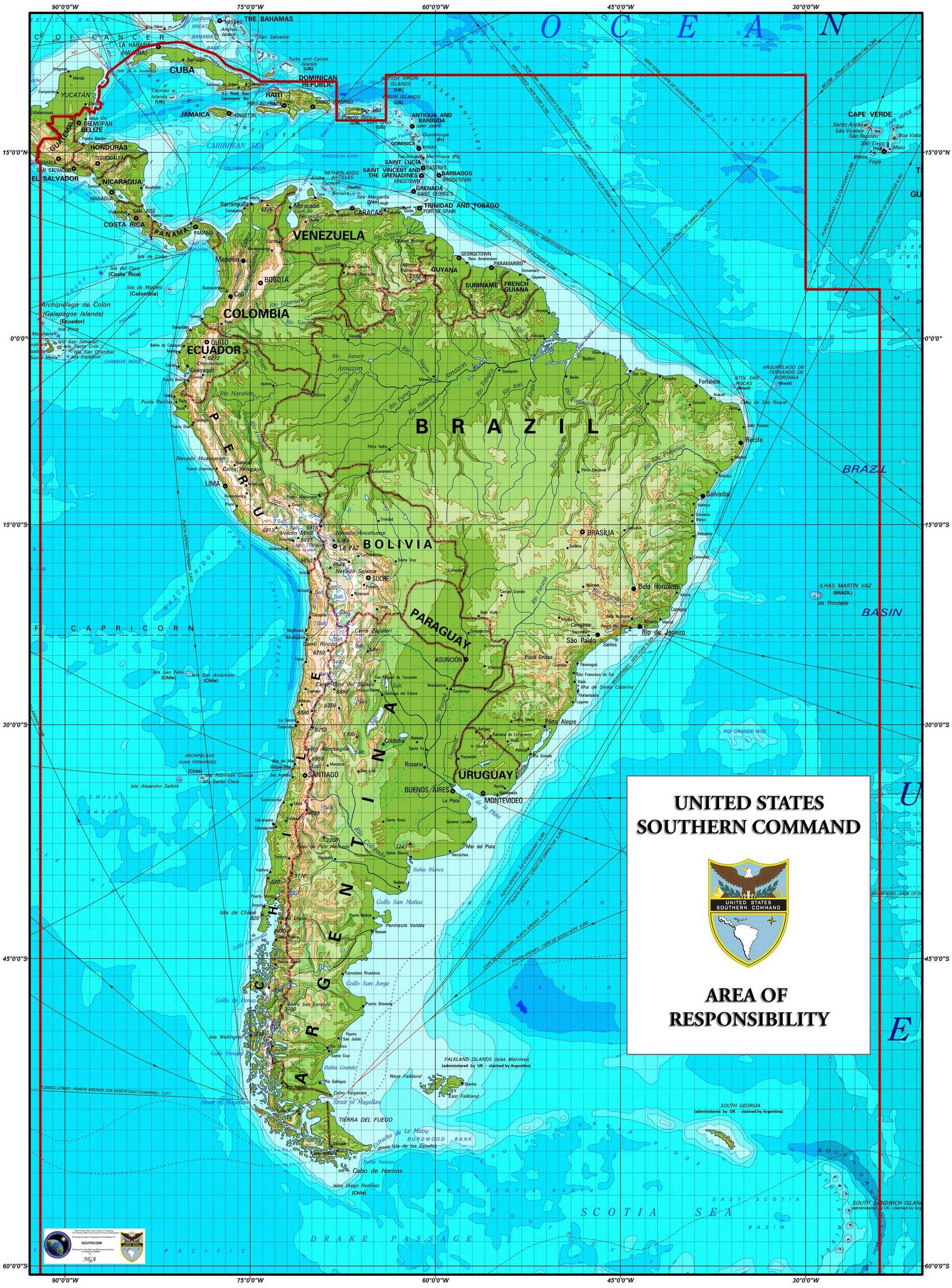
Área De Foco do SOUTHCOM

A Área de Responsabilidade (AOR) compreende 32 nações (19 na América Central e do Sul e 13 no Caribe), de quais 31 são democracias, e 14 territórios dos EUA e europeus. A partir de outubro de 2002, a área de foco cobre 14.5 milhões de milhas quadradas (23.2 milhões de quilômetros quadrados.)
A área de interesse do Comando Sul dos Estados Unidos inclui:
- A massa de terra da América Latina ao sul do México
- As águas adjacentes para a América Central e do Sul
- O Mar do Caribe, suas 12 nações ilhas e territórios europeus
- Uma porção do Oceano Atlântico

## Componentes
USSOUTHCOM realiza muito de sua missão através de seus componentes de serviço, quatro representando cada serviço, um especializado em missões de Operações Especiais, e três adicionais forças-tarefa conjuntas:

### Exército Sul dos EUA (Sexto Exército)
Forças do Exército Sul dos Estados Unidos (ARSOUTH) incluem aviação, inteligência, comunicação, e unidades de logística. Localizado em Fort Sam Houston, Texas, isso apoia alívios de desastres regionais e esforços contra drogas. ARSOUTH também exerce supervisão, planejamento, e apoio logístico para projetos de assistência cívicas e humanitárias ao longo da região em suporte da USSOUTHCOM Theater Security Cooperation Strategy. ARSOUTH providencia o Título 10 e responsabilidades de Agentes Executivos ao longo da região da América Latina e Caribe. A qualquer momento dado, quatro mil tropas são despregadas na América Latina.

### Forças Aéreas Sul
Localizada na Davis–Monthan Air Force Base, Arizona, AFSOUTH consiste de um pessoal, um Centro de Operações Espaciais e Aéreo Combinado para comando e controle da atividade aérea na área do USSOUTHCOM e um grupo de operações da Força Aérea responsável pelas forças de Força Aérea na região. AFSOUTH serve como o agente executivo para localizações de operações diretas; providencia supervisão de arquitetura de vigilância de radar conjunta/combinada; providencia transporte aéreo intrateatro; e apoia a Theater Security Cooperation Strategy do USSOUTHCOM através de exercícios de alívio de desastres regionais e operações contra drogas. AFSOUTH também providencia supervisão, planejamento, execução, e apoio logístico para projetos de assistência cívica e humanitária e hospeda um número de conferências Airmen-to-Airmen. Décima Segunda Força Aérea está também liderando o caminho em trazer o conceito de Chief of Staff of the Air Force's Warfighting Headquarters (WFHQ) para vida. O WFHQ é composto de um elemento de comando e controle, um pessoal das forças de Força Aérea e um Centro de Operações Aéreas. Operando como um WFHQ desde junho de 2004, a Décima Segunda Força Aérea tem servido como o modelo de Força Aérea para os futuros Centros de Operações Espaciais e Aéreo Combinado e forças de Força Aérea WFHQ.

### Forças Navais do Comando Sul dos EUA & Quarta Frota dos EUA
Localizada na Estação Naval de Mayport, Flórida, USNAVSO exerce comando e controle sob todas as operações navais dos EUA na área do USSOUTHCOM incluindo exercícios navais, operações marítimas, e visitas à portos. USNAVSO é também o agente executivo para a operação da localização de segurança cooperativa em Comalapa, El Salvador, qual providencia base em apoio de operações aéreas contra narcoterrorismo.
Em 24 de abril de 2008, Almirante Gary Roughead, o Chefe de Operações Navais, anunciou que a Quarta Frota dos Estados Unidos iria ser restabelecida, efetivamente em 1 de julho, responsável por navios, aviões e submarinos da Marinha dos EUA operando no Mar do Caribe, bem como América Central e do Sul. Almirante da Retaguarda Joseph D. Kernan foi nomeado como o comandante da frota e Comandante, Forças Navais do Comando Sul dos EUA. Até quatro navios são despregados nas águas dentro e ao redor da América Latina, em qualquer momento dado.

### Forças do Corpo de Fuzileiros Navais dos EUA, Sul
Localizada em Doral, Flórida, USMARFORSOUTH comanda todas as Forças do Corpo de Fuzileiros Navais dos Estados Unidos (MARFORs) atribuídas ao USSOUTHCOM; aconselha USSOUTHCOM sobre o apropriado emprego e suporte de MARFORs; conduz planejamento e execução de despregue/redistribuição de MARFORs atribuídos/anexados; e realiza outras missões operacionais como atribuídas.

### Comando de Operações Especiais Sul

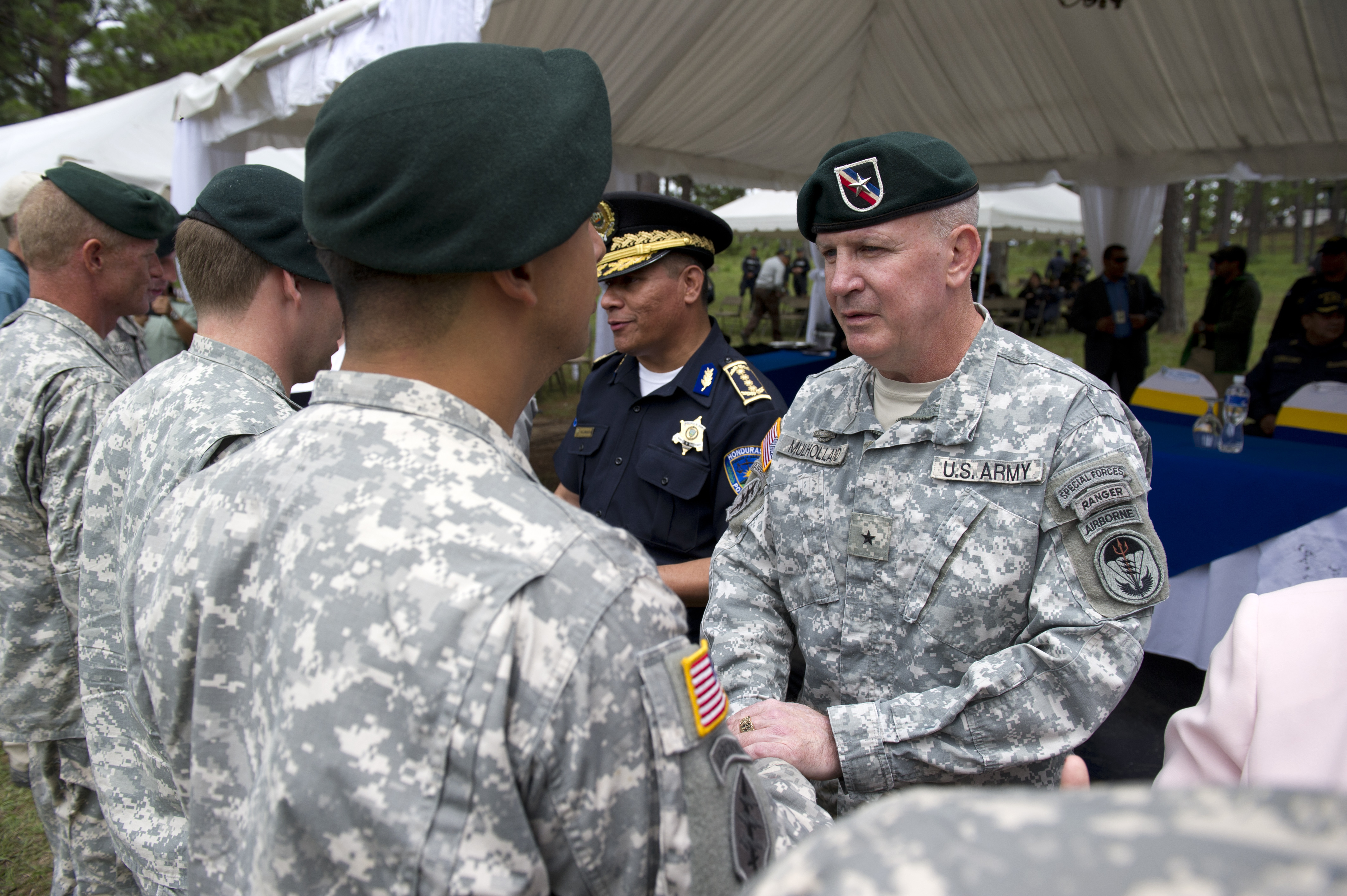
BG Mulholland, Comandante do SOCSOUTH em 2014, honra os soldados 7th SFG(A) em Honduras

Localizada na Homestead Air Reserve Base perto de Miami, Flórida, Comando de Operações Especiais Sul (USSOCSOUTH) providencia planos e força de resposta do teatro de contingência primário, prepara para, e conduz operações especiais em suporte do USSOUTHCOM. USSOCSOUTH controla todas as Forças de Operações Especiais na região e também estabelece e opera uma Força Tarefa de Operações Especiais Conjuntas quando requerido. Como um Comando de Teatro de Operações Especiais (TSOC), USSOCSOUTH é um comando sub-unificado do USSOUTHCOM. 
SOCSOUTH tem cinco comandos subordinados atribuídos ou anexados incluindo "Charlie" Company, 3rd Battalion, 7th Special Forces Group; "Charlie" Company, 3rd Battalion, 160th Special Operations Aviation Regiment; Naval Special Warfare Unit FOUR; 112th Signal Detachment SOCSOUTH; e Joint Special Operations Air Component-South.
Há também três forças tarefas com específicas missões na região que reportam para o Comando Sul dos EUA:

### Joint Task Force Bravo
Localizada na Base Aérea de Soto Cano, Honduras, Joint Task Force (JTF) - Bravo opera uma base aérea com capacidade C-5 dia/noite todo tempo, direto. JTF–Bravo organiza exercícios multilaterais e apoia-os, em cooperação com nações parceiras, assistência cívica e humanitária, contra drogas, operações de alívio de desastres e contingência na América Central.

### Joint Task Force Guantanamo
Localizada na Base Naval da Baía de Guantánamo, Cuba, JTF–Guantanamo conduz operações de detenção e interrogação em suporte da Guerra ao Terrorismo, coordena e implementa operações de triagem de detentos, e apoia aplicação da lei e investigações de crimes de guerra bem como Comissões Militares para Combatentes Inimigos Detidos. JTF–Guantanamo está também preparada para apoiar operações de migração em massa na Estação Naval GTMO.

### Joint Interagency Task Force South
Localizada em Key West, Flórida, JIATF South é uma força tarefa de interagência que serve como a catalisadora para operações de interagência integradas e sincronizadas contra drogas e é responsável para a detecção e monitoramento de atividades de drogas marítimas e aéreas no Mar do Caribe, Golfo do México, e o oriente do Pacífico. JIATF–South também coleta, processa, e dissemina informação contra drogas para operações interagências. A Base Aérea de Manta foi uma das bases da JIATF–South, no Equador até 19 de setembro de 2009.

## Controvérsias sobre direitos humanos
Começando no final de 2014 em resposta para um pedido pelo então Carl Levin do Senate Armed Services Committee Chair, William J. Perry Center for Hemispheric Defense Studies (CHDS) do USSOUTHCOM, localizado na Universidade Nacional de Defesa em Washington, D.C., estava também sob investigação pelo Department of Defense Office of Inspector General. Dentro das denúncias de denunciantes de segurança nacional incluíram aquela que o Centro conscientemente protegeu um professor do CHDS do Chile que pertencia para a organização terrorista estatal DINA (cujo ataque contra um ex-ministro do exterior chileno em 1976 em Washington, D.C. resultou em duas mortes, incluindo aquela de um americano); a clandestina participação dos oficiais do Centro no golpe hondurenho de 2009, bem como a grossa gestão, corrupção, homofobia, racismo, e sexismo. Em 2015, o Center for Public Integrity citou um documento interno do Comando Sul que reportou que "o pessoal da CHDS tinha trocado 'e-mails racialmente carregados'—incluindo um dirigido ao Presidente Barack Obama; usava linguagem ofensiva tais como 'faggot', 'buttboy' e 'homo' e que 'mulheres empregadas sentem que elas são tratadas inadequadamente'. Mesmo líderes seniores usaram 'gestos de mão inadequados', isso dizia, e mencionaram simulações de masturbação." Entretanto, ao contrário do escândalo da prostituição do SouthCom em 2012, não há informação pública que sugira que quaisquer infratores foram punidos de qualquer maneira, enquanto aqueles que se queixam de tais malversações foram assediados por altos funcionários. "Relatórios que NDU contratou oficiais militares estrangeiros com histórias de envolvimento em abusos de direitos humanos, incluindo tortura e mortes extra-judiciais de civis, são chocantes, e eles são repulsivos", disse o Senador Patrick Leahy, D-Vermont, o autor do "Leahy Law" proibindo a assistência dos EUA para unidades militares e membros das forças de segurança estrangeiras que violaram os direitos humanos.
Em 10 de março de 2017, Daniel P. Meyer, diretor executivo para Intelligence Community Whistleblowing & Source Protection (ICW&SP), Office of the Inspector General of the Intelligence Community (IC IG), anunciou que a classificada Divulgação do Congresso #1703 relativa para o escândalo CHDS tinha sido enviado "tanto para o House Permanent Subcommittee on Intelligence e o Senate Select Committee on Intelligence via uma rede classificada, protegendo a divulgação legal de informações classificadas". Quatro dias mais tarde, o Inspetor-geral do Departamento de Defesa, Glenn Fine, escreveu um e-mail para um membro sênior do Congresso anunciando que "Dada a seriedade e o alcance d[as] alegações, o pessoal da OIG está conduzindo uma análise cuidadosa de cada alegação. Enquanto isso tem tomado muito mais que nós teríamos ter preferido, nós queremos garantir que seja dada uma consideração apropriada."
Em fevereiro de 2017, o papel controverso desempenhado pelo Perry Center na América Latina foi sublinhado após o Miami Herald publicar um artigo sobre o ex-deputado CHDS Dean Craig Deare, que tinha sido apontado pelo General Michael Flynn para ser o chefe do Hemisfério Ocidental para o Conselho de Segurança Nacional dos EUA. Citando os antigos colegas da CHDS de Deare, a história notou que Deare, em adição das preocupações de segurança e conduta pessoal laxista, tinha "um checado recorde de apoio e envolvimento com alguns dos mais notórios abusadores de direitos humanos do Hemisfério Ocidental". Isso apontou que ele também era "uma figura central" no pedido do então SASC Chair Levin para uma investigação DoD OIG que incluiu perguntas sobre qual papel o William Perry Center pode ter desempenhado no ilegal golpe militar de Honduras. Isso adicionou que a sondagem do CHDS incluiu a questão de saber se o Centro "ainda apresentava vestígios da antiga Escola das Américas, o programa dos EUA que treinou oficiais militares da América Latina, muitos dos quais então foram para ser ditadores brutais em seus países natais." Um dia após sua publicação no Herald, Deare ofereceu uma controvertida análise das políticas da Administração Trump e o papel-chave das principais figuras da Primeira Família durante uma conversa supostamente "off-the-record" antes de uma série de convidados "Insider" da Beltway no Woodrow Wilson Center. Seguindo a cobertura da mídia do criticismo reportado de Deare das políticas de Trump, alegadamente comentários "estranhos" sobre a boa aparência de Ivanka Trump, e o artigo do Miami Herald, Deare foi sem cerimônias mostrado na porta no NSC no dia após sua aparição no Wilson Center.

## Assistência humanitária e alívio de desastre
Programas de alívio de desastre e assistência humanitária além-mar do USSOUTHCOM constrói a capacidade das nações anfitriãs para responder a desastres e construir sua autossuficiência enquanto também fortalecendo organizações regionais. 
Esses programas providenciam valioso treinamento para unidades militares dos EUA em responder efetivamente para assistir vítimas de tempestades, terremotos, e outros desastres naturais através da provisão de serviços médicos, cirúrgicos, dentários, e veterinários, bem como projetos de construção civil.
O Programa de Assistência Humanitária financia projetos que aumentam a capacidade de nações anfitriãs para responder quando desastres atacam e melhor preparar-lhes para mitigar atos de terrorismo. Projetos do Programa de Assistência Humanitária, tais como ajuda técnica e a construção de armazéns de alívio de desastre, centros de operações de emergência, abrigos, e escolas, promovem paz e estabilidade, apoiam o desenvolvimento da infraestrutura civil necessária para reformas econômicas e sociais e melhoram as condições de vida das regiões empobrecidas regiões na AOR.
Os exercícios de assistência humanitária tais como Exercício Nuevos Horizontes (New Horizons) envolvem a construção de escolas, clínicas, e poços de água em países ao longo da região. Ao mesmo tempo, exercícios de prontidão médica envolvendo times consistindo de médicos, enfermeiros e dentistas também providenciam serviços de saúde gerais e especializados para cidadãos da nação anfitriã requerendo cuidados. Esses exercícios de assistência humanitária, quais duram vários meses cada, providenciam serviços e infraestrutura muito necessários, enquanto providenciando treinamento crítico para forças militares dos EUA desdobradas. Esses exercícios geralmente tomam lugar em áreas rurais e desprivilegiadas. USSOUTHCOM tenta combinar esses esforços com aqueles dos médicos da nação anfitriã, sejam militares ou civis, para fazer eles ainda mais benéficos.
Em 2006, USSOUTHCOM patrocinou 69 Exercícios de Treinamento de Prontidão Médica em 15 nações, providenciando serviços médicos para mais de 270,000 cidadãos da região. Durante 2007, USSOUTHCOM está programado para realizar 61 exercícios médicos adicionais em 14 países parceiros.
USSOUTHCOM patrocina exercícios de preparação para desastres, seminários e conferências para melhorar a habilidade coletiva dos EUA e seus países parceiros para responder efetivamente e rapidamente para desastres. USSOUTHCOM tem também apoiado a construção ou melhoria de três Centros de Operações de Emergência, 13 Armazéns de Alívio de Desastres e suprimentos de alívio pré-posicionados ao longo da região. Construção de oito adicionais Centros de Operações de Emergência e sete armazéns adicionais está em andamento.
Este tipo de preparação para desastre multinacional tem provado aumentar a habilidade do USSOUTHCOM para trabalhar com nações parceiras dos EUA. Por exemplo, seguindo o Furacão Stan de 2005 na Guatemala, USSOUTHCOM desdobrou 11 helicópteros militares e 125 em pessoal para assistir com esforços de alívio. Em conjunção com suas contrapartes guatemaltecas, eles evacuaram 48 vítimas e entregaram perto de 200 toneladas de comida, suprimentos médicos e equipamentos de comunicação. Seguindo Tempestade Tropical Gamma em Honduras, JTF-Bravo desdobrou nove helicópteros e mais de 40 em pessoal para assistir com esforços de alívio. Eles transportaram mais que 100,000 libras de comida, água e material médico de emergência. USSOUTHCOM foi desdobrado para Haiti seguindo o Sismo do Haiti de 2010 para liderar o esforço humanitário.
USSOUTHCOM também conduz programas contra narcóticos e contra narco terrorismo. 

## História
O Comando Sul dos Estados Unidos (USSOUTHCOM) traça suas origens para 1903 quando os primeiros Fuzileiros Navais dos EUA chegaram no Panamá para assegurar o controle dos EUA da Ferrovia do Panamá conectando os Oceanos Atlântico e Pacífico através do estreito cinturão do Istmo do Panamá.
Os Fuzileiros Navais protegeram a revolta civil panamenha liderada pelo ex-gerente geral da Panama Canal Company, Philippe-Jean Bunau-Varilla, garantindo sua criação do estado panamenho. Seguindo a assinatura do Tratado Hay-Bunau-Varilla garantindo controle da Zona do Canal do Panamá para os Estados Unidos, os Fuzileiros Navais permaneceram para providenciar segurança durante os iniciais dias de construção do Canal do Panamá.
Em 1904, Coronel do Exército, William C. Gorgas, foi mandado para a Zona do Canal (como isso foi então chamado) como Chefe do Escritório Sanitário para lutar contra febre amarela e malária. Em dois anos, febre amarela foi eliminada da Zona do Canal. Logo após, malária foi também trazida sob controle. Com o apontamento do Tenente-general do Exército, George W. Goethals para o posto de chefe de máquinas da Isthmian Canal Commission pelo então Presidente Theodore Roosevelt em 1907, a construção mudou de um projeto civil para um militar.
Em 1911, as primeiras tropas do 10º Regimento de Infantaria do Exército dos EUA chegaram em Camp E. S. Otis, no lado Pacífico do Istmo. Eles assumiram a responsabilidade primária pela defesa do Canal. Em 1914, o Batalhão de Fuzileiros Navais deixou o Istmo para participar em operações contra Pancho Villa no México. Em 14 de agosto de 1914, sete anos após a chegada de Goethals, o Canal do Panamá abriu para comércio mundial.
A primeira companhia de tropas de artilharia costeira chegaram em 1914 e mais tarde estabeleceram fortificações em cada fim (Atlântico e Pacífico) do Canal como as Harbor Defenses (HD) de Cristobal e HD Balboa, respectivamente, com forças móveis de infantaria e artilharia leve centralmente localizadas para apoiar cada fim. Por 1915, um consolidado comando foi designado como Headquarters, U.S. Troops, Panama Canal Zone. O comando reportou diretamente para o Departamento Leste do Exército sediado em Fort Jay, Governors Island, Nova Iorque. A sede desse novo comando criado foi primeiro localizado no prédio da Isthmian Canal Commission na cidade de Ancon, adjacente para Cidade do Panamá. Isso foi realocado em 1916 para as proximidades do novo posto militar designado de Quarry Heights, qual tinha começado a construção em 1911.
Em 1 de julho de 1917, o Departamento do Canal do Panamá foi ativado como um comando geográfico do Exército dos EUA. Isso permaneceu como a sede sênior do Exército na região até ativação do Caribbean Defense Command (CDC) em 10 de fevereiro de 1941. O CDC, co-localizado em Quarry Heights, foi comandado pelo Tenente-general Daniel Van Voorhis, quem continuou a comandar o Departamento do Canal do Panamá.
O novo comando eventualmente assumiu responsabilidade operacional sob forças aéreas e navais atribuídas nessa área de operações, quais incluíram todas as forças e bases dos EUA na bacia do Caribe do lado de fora dos Estados Unidos continental. Pelo início de 1942, um Centro de Operações Conjuntas tinha sido estabelecido em Quarry Heights. Enquanto isso, 960 oficiais treinados na selva e homens alistados do CDC desdobraram para Nova Caledônia no sudoeste do Pacífico para ajudar a formar o 5307th Composite Unit (Provisional), codinome 'Galahad' e mais tarde apelidado Merrill's Marauders por suas famosas façanhas na Birmânia.  No meio tempo, a força militar na área estava gradualmente aumentando e atingiu seu pico em janeiro de 1943, quando 68,000 em pessoal estavam defendendo o Canal do Panamá. Força militar foi fortemente reduzida com o término da II Guerra Mundial. Entre 1946 e 1974, a força militar total no Panamá flutuava entre 6,600 e 20,300 (com a mais baixa amplitude de força em 1959).
Em dezembro de 1946, Presidente Harry S. Truman aprovou recomendações do Joint Chiefs of Staff para um compreensivo sistema de comandos militares para colocar estabilidade para conduzir operações militares de todas as forças militares em várias áreas geográficas, nas mãos de um único comandante. Assim, o princípio de Unified Combatant Command foi estabelecido e o Comando do Caribe foi um deles. Embora o Comando do Caribe foi designado pelo Departamento de Defesa em 1 de novembro de 1947, isso não se tornou completamente funcional até 10 de março de 1948, quando o velho Caribbean Defense Command foi inativado.
Em 6 de junho de 1963, refletindo o fato que o comando tinha uma responsabilidade para operações militares dos EUA primariamente na América Central e do Sul, em vez que no Caribe, isso foi formalmente redesignado como o Comando Sul dos Estados Unidos. De 1975 até tarde de 1994 a força militar total no Panamá permaneceu em sobre 10,000 em pessoal.
Em janeiro de 1996 e junho de 1997, duas fases de mudanças para o Unified Command Plan (UCP) do Departamento de Defesa foram completadas. Cada fase da mudança UCP adicionava território para a área de responsabilidade do SOUTHCOM. O impacto das mudança é significativo. A nova AOR inclui o Caribe, suas 13 nações ilhas e vários territórios dos EUA e europeus, o Golfo do México, bem como significantes porções dos Oceanos Atlântico e Pacífico. A atualização de 1999 para o UCP – conhecida como VISION 21 – também transfere responsabilidade da adicional porção do Oceano Atlântico para SOUTHCOM. Em 1 de outubro de 2000, USSOUTHCOM assumiu responsabilidade das águas adjacentes no quadrante superior acima do Brasil, qual estava presentemente sob a responsabilidade do U.S. Joint Forces Command.
A nova AOR compreende 32 nações (19 na América Central e do Sul e 13 no Caribe), de quais 31 são democracias, e 14 territórios dos EUA e europeus cobrindo mais que 15,600,000 milhas quadradas (40,000,000 km²).
Com a criação do Departamento de Segurança Interna dos Estados Unidos, a Área de Responsabilidade do USSOUTHCOM (outubro de 2002) experimentou uma redistribuição fronteiriça superior menor ou mudanças diminuindo sua fronteira total por 1.1 milhas quadradas. (14.5 milhões de milhas quadradas (23.2 milhões de quilômetros quadrados.))
Com a implementação dos Tratados do Canal do Panamá (o Tratado do Canal do Panamá de 1977 e o Tratado relativo a Permanente Neutralidade e Operações do Canal do Panamá), o Comando Sul dos EUA foi relocado em Miami, Flórida, em 26 de setembro de 1997.
Um novo prédio da sede foi construído e aberto em 2010 adjacente para o velho prédio rentado na área Doral do Condado de Miami-Dade. O complexo apresenta planejamento state-of-art e instalações de conferência. Esta capacidade é exibida nos 45,000 pés quadrados do Centro de Conferência das Américas, qual pode suportar encontros de diferentes níveis de classificação e múltiplas traduções, fontes de informação e conferência de vídeo.
Em 2012, como muitos em cerca de uma dúzia de membros do serviço da SouthCom, juntos com um número de oficiais do Serviço Secreto, foram disciplinados após eles terem encontrado para ter trazido prostitutas para seus quartos curtamente após o Presidente Obama chegar para uma cúpula em Cartagena, Colômbia. De acordo para a Associated Press sete soldados do Exército e dois Fuzileiros Navais receberam punições administrativas pelo que um oficial reporte citou pelo serviço eletrônico disse que foi falta de conduta consistindo "quase exclusivamente de patronizar prostitutas e adultério." Contratando prostitutas, o reporte adicionou, "é uma violação do código de justiça militar dos EUA." Em 2014, comandante do SouthCom, Kelly, testificou que enquanto segurança de fronteira era uma ameaça 'Existencial' para o país, devido para o sequestro orçamentário em 2013 suas forças foram incapazes para responder a 75% dos eventos de tráfico ilícito.
2017-2027 Theater Strategy do USSOUTHCOM afirma que potenciais desafios no futuro incluem redes de ameaça transregional e transnacional (T3Ns) quais incluem organizações criminosas tradicionais, bem como a expansão potencial de organizações extremistas tais como ISIL e Hezbollah operando na região por tomar vantagem das fracas instituições latino-americanas e caribenhas. USSOUTHCOM também nota que a região é "extremamente vulnerável para desastres naturais e o surto de doenças infecciosas" devido para problemas com governança e desigualdade. Finalmente, o reporte reconhece a crescente presença da China, Irã e Rússia na região, e que as intenções dessas nações trazem "um desafio para cada nação que valoriza não agressão, império da lei, e respeito pelos direitos humanos". Estes desafios têm sido usados para promover relações entre os Estados Unidos e outros governos na região.

## State Partnership Program
USSOUTHCOM atualmente tem 22 parcerias estatais sob o State Partnership Program (SPP). SPP cria uma parceria entre um estado dos EUA e uma nação estrangeira por ligar as forças de segurança ou militares da nação anfitriã com a Guarda Nacional. SOUTHCOM é igualado apenas pela EUCOM em seu número de parcerias.

## Comandantes

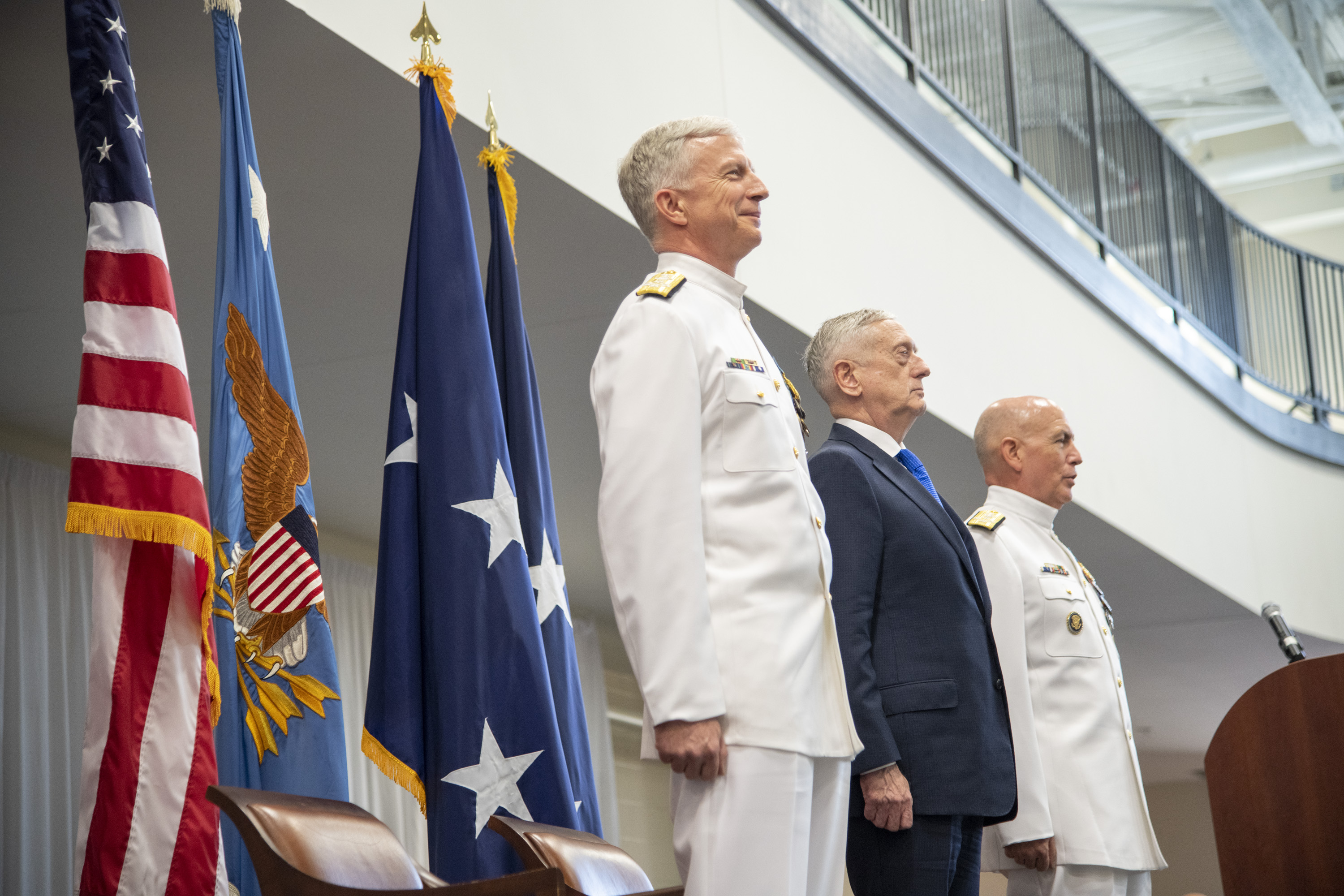
O almirante Craig S. Faller, comandante do Comando Sul dos EUA, o Secretário de Defesa Jim Mattis, e o almirante Kurt W. Tidd, comandante cessante, dividem o palco durante a cerimônia de troca de comando do SOUTHCOM em 26 de novembro de 2018.

O Comando Sul dos EUA foi ativado em 1963 e emergido do estabelecido Comando do Caribe dos EUA de 1947. O último comandante do Comando do Caribe dos EUA de janeiro de 1961 até junho de 1963 e primeiro comandante do Comando Sul dos EUA desde junho de 1963 foi o Tenente-general–depois General–Andrew P. O'Meara.
| No. | Imagem | Comandante                       | Termo iniciou          | Termo acabou           | Tempo no cargo   | Ramo de defesa    |
| --- | ------ | -------------------------------- | ---------------------- | ---------------------- | ---------------- | ----------------- |
| 1   |        | LTG Willis D. Crittenberger      | Novembro de 1947       | Junho de 1948          | 7 meses          | U.S. Army         |
| 2   |        | LTG Matthew B. Ridgway           | Junho de 1948          | Outubro de 1949        | 1 ano, 4 meses   | U.S. Army         |
| 3   |        | LTG William H. H. Morris Jr.     | Outubro de 1949        | Abril de 1952          | 2 anos, 6 meses  | U.S. Army         |
| 4   |        | LTG Horace L. McBride            | Abril de 1952          | Junho de 1954          | 2 anos, 2 meses  | U.S. Army         |
| 5   |        | LTG William K. Harrison Jr.      | Junho de 1954          | Janeiro de 1957        | 2 anos, 7 meses  | U.S. Army         |
| 6   |        | LTG Robert M. Montague           | Janeiro de 1957        | Fevereiro de 1958      | 1 ano, 1 mês     | U.S. Army         |
| 7   |        | LTG Ridgely Gaither              | Abril de 1958          | Julho de 1960          | 2 anos, 3 meses  | U.S. Army         |
| 8   |        | LTG Robert F. Sink               | Julho de 1960          | Janeiro de 1961        | 6 meses          | U.S. Army         |
| 9   |        | General Andrew P. O'Meara        | Janeiro de 1961        | Fevereiro de 1965      | 4 anos, 1 mês    | U.S. Army         |
| 10  |        | General Robert W. Porter Jr.     | Fevereiro de 1965      | Fevereiro de 1969      | 4 anos           | U.S. Army         |
| 11  |        | General George R. Mather         | Fevereiro de 1969      | Setembro de 1971       | 2 anos, 7 meses  | U.S. Army         |
| 12  |        | General George V. Underwood Jr.  | Setembro de 1971       | Janeiro de 1973        | 1 ano, 4 meses   | U.S. Army         |
| 13  |        | General William B. Rosson        | Janeiro de 1973        | Julho de 1975          | 2 anos, 6 meses  | U.S. Army         |
| 14  |        | LTG Dennis P. McAuliffe          | Agosto de 1975         | Setembro de 1979       | 4 anos, 2 meses  | U.S. Army         |
| 15  |        | LTG Wallace H. Nutting           | Outubro de 1979        | Maio de 1983           | 3 anos, 7 meses  | U.S. Army         |
| 16  |        | General Paul F. Gorman           | Maio de 1983           | Março de 1985          | 1 ano, 10 meses  | U.S. Army         |
| 17  |        | General John R. Galvin           | Março de 1985          | Junho de 1987          | 2 anos, 3 meses  | U.S. Army         |
| 18  |        | General Frederick F. Woerner Jr. | Junho de 1987          | Julho de 1989          | 2 anos, 1 mês    | U.S. Army         |
| 19  |        | General Maxwell R. Thurman       | Setembro de 1989       | Novembro de 1990       | 1 ano, 4 meses   | U.S. Army         |
| 20  |        | General George A. Joulwan        | Novembro de 1990       | Novembro de 1993       | 3 anos           | U.S. Army         |
| –   |        | MG Walter T. Worthington         | Dezembro de 1993       | Janeiro de 1994        | 1 mês            | U.S. Air Force    |
| 21  |        | General Barry McCaffrey          | Fevereiro de 1994      | Fevereiro de 1996      | 2 anos           | U.S. Army         |
| –   |        | Rear Admiral James Perkins       | Março de 1996          | Junho de 1996          | 3 meses          | U.S. Navy         |
| 22  |        | General Wesley Clark             | Julho de 1996          | Julho de 1997          | 1 ano            | U.S. Army         |
| 23  |        | General Charles E. Wilhelm       | 25 de Setembro de 1997 | 8 de Setembro de 2000  | 2 anos, 11 meses | U.S. Marine Corps |
| 24  |        | General Peter Pace               | 8 de Setembro de 2000  | 30 de Setembro de 2001 | 1 ano            | U.S. Marine Corps |
| –   |        | MG Gary D. Speer                 | 30 de Setembro de 2001 | 18 de Agosto de 2002   | 10 meses         | U.S. Army         |
| 25  |        | General James T. Hill            | 18 de Agosto de 2002   | 9 de Novembro de 2004  | 2 anos, 2 meses  | U.S. Army         |
| 26  |        | General Bantz J. Craddock        | 9 de Novembro de 2004  | 19 de Outubro de 2006  | 1 ano, 11 meses  | U.S. Army         |
| 27  |        | Almirante James G. Stavridis     | 19 de Outubro de 2006  | 25 de Junho de 2009    | 2 anos, 8 meses  | U.S. Navy         |
| 28  |        | General Douglas M. Fraser        | 25 de Junho de 2009    | 19 de Novembro de 2012 | 3 anos, 4 meses  | U.S. Air Force    |
| 29  |        | General John F. Kelly            | 19 de Novembro de 2012 | 14 de Janeiro de 2016  | 3 anos, 1 mês    | U.S. Marine Corps |
| 30  |        | Almirante Kurt W. Tidd           | 14 de Janeiro de 2016  | 26 de Novembro de 2018 | 2 anos, 10 meses | U.S. Navy         |
| 31  |        | Almirante Craig S. Faller        | 26 de Novembro de 2018 | 29 de Outubro de 2021  | 2 anos, 337 dias | U.S. Navy         |
| 32  |        | General Laura J. Richardson      | 29 de Outubro de 2021  | 7 de novembro de 2024  | 3 anos, 7 dias   | U.S. Army         |
| 33  |        | Almirante Alvin Holsey           | 7 de novembro de 2024  | Incumbido              | 1 dia            | U.S. Navy         |

### Comandantes do Comando Sul dos EUA por ramos de serviço
- Army: 19
- Navy: 5
- Marine Corps: 3
- Air Force: 2
- Space Force: nenhum
- Coast Guard: nenhum